# Kanton Saint-Chamond-Sud
Saint-Chamond-Sud is een voormalig kanton van het Franse departement Loire. Het kanton maakte deel uit van het arrondissement Saint-Étienne. Het werd opgeheven bij decreet van 26 februari 2014 met uitwerking in 2015.

## Gemeenten
Het kanton Saint-Chamond-Sud omvatte de volgende gemeenten:
- Saint-Chamond (deels, hoofdplaats)
- La Valla-en-Gier